# Tom Wright (attore)
Harold Thomas Wright, detto Tom (Englewood, 29 novembre 1952), è un attore statunitense.

## Carriera
Nel 1976, fa la sua prima apparizione sullo schermo nel film Deadbeat nel ruolo di un anziano. Nel 1987  interpreta l'autostoppista nel film horror Creepshow 2. 
Ha lavorato in molti film del regista John Sayles, con la quale ha un buon rapporto.
Nel 2002, recita nel film La bottega del barbiere con Ice Cube. Nello stesso anno ha preso parte al film La costa del sole.
Nel 2000 ha ricevuto il premio come miglior attore al Santa Monica Film Festival per la sua interpretazione di John Shed nel film indipendente Dumbarton Bridge.
In televisione è noto in particolare per aver interpretato Mr. Morgan, collaboratore degli Yankees in Seinfeld e l'alieno ibrido Tuvix nell'episodio di Star Trek: Voyager "'Tuvix'".
Nel 2023 interpreta il produttore musicale Teddy Price, responsabile di assistere la band The Six verso la celebrità in Daisy Jones & The Six.

## Filmografia

### Cinema
- Underground U.S.A., regia di Eric Mitchell (1980)
- Quel giardino di aranci fatti in casa (Neil Simon's I Ought to Be in Pictures), regia di Herbert Ross (1982)
- Executor (The Soldier), regia di James Glickenhaus (1982)
- Fratello di un altro pianeta (The Brother from Another Planet), regia di John Sayles (1984)
- Dominator (Exterminator 2), regia di Mark Buntzman (1984)
- Prostituzione (Streetwalkin'), regia di Joan Freeman (1985)
- Creepshow 2, regia di Michael Gornick (1987)
- Matewan, regia di John Sayles (1987)
- Scappa, scappa... poi ti prendo! (I'm Gonna Git You Sucka), regia di Keenen Ivory Wayans (1988)
- In campeggio a Beverly Hills (Troop Beverly Hills), regia di Jeff Canew (1989)
- Il mistero Von Bulow (Reversal of Fortune), regia di Barbet Schroeder (1990)
- Programmato per uccidere (Marked for Death), regia di Dwight H. Little (1990)
- La città della speranza (City of Hope), regia di John Sayles (1991)
- Le mani della notte (Past Midnight), regia di Jan Eliasberg (1991)
- Amori e amicizie (Passion Fish), regia di John Sayles (1992)
- Weekend con il morto 2 (Weekend at Bernie's II), regia di Robert Klane (1993)
- Amityville: A New Generation, regia di John Murlowski (1993)
- L'ultima missione (Men of War), regia di Perry Lang (1994)
- Forget Paris, regia di Billy Crystal (1995)
- Tales from the Hood, regia di Rusty Cundieff (1995)
- Il rovescio della medaglia (White Man's Burden), regia di Desmond Nakano (1995)
- Fuga dalla Casa Bianca (My Fellow Americans), regia di Peter Segal (1996)
- Gridlock'd - Istinti criminali (Gridlock'd), regia di Vondie Curtis-Hall (1997)
- Murder at 1600 - Delitto alla Casa Bianca (Murder at 1600), regia di Dwight H. Little (1997)
- Palmetto - Un torbido inganno (Palmetto), regia di Volker Schlöndorff (1998)
- P.S. Your Cat Is Dead!, regia di Steve Guttenberg (2002)
- La costa del sole (Sunshine State), regia di John Sayles (2002)
- La bottega del barbiere (Barbershop), regia di Tim Story (2002)
- La bottega del barbiere 2 (Barbershop 2: Back in Business), regia di Kevin Rodney Sullivan (2004)
- The Darwin Awards - Suicidi accidentali per menti poco evolute (The Darwin Awards), regia di Finn Taylor (2006)
- World Trade Center, regia di Oliver Stone (2006)
- Live! - Ascolti record al primo colpo (Live!), regia di Bill Guttentag (2007)
- News Movie (The Onion Movie), regia di James Kleiner (2008)
- L'impostore (The Imposter), regia di Daniel Millican (2008)
- Beyond the Lights - Trova la tua voce (Beyond the Lights), regia di Gina Prince-Bythewood (2014)
- Stockholm, Pennsylvania, regia di Nikole Beckwith (2015)
- Transformers - L'ultimo cavaliere (Transformers: The Last Knight), regia di Michael Bay (2017)
- Higher Power, regia di Matthew Charles Santoro (2018)

### Televisione
- I racconti della cripta (Tales from the Crypt) – serie TV, un episodio (1991)
- L.A. Law - Avvocati a Los Angeles (L.A. Law) – serie TV, un episodio (1993)
- Seinfeld – serie TV, 4 episodi (1994-1995)
- Pericolo estremo (Extreme) – serie TV, 7 episodi (1995)
- Star Trek: Deep Space Nine – serie TV, un episodio (1996)
- Più forte ragazzi (Martial Law) – serie TV, 22 episodi (1998-1999)
- Rischio mortale (Chain of Command), regia di John Terlesky – film TV (2000)
- Star Trek: Enterprise – serie TV, un episodio (2004)
- The O.C. – serie TV, episodio 3x08 (2005)
- Dr. House - Medical Division (House, M.D.) – serie TV, episodio 4x04 (2007)
- Ghost Whisperer - Presenze (Ghost Whisperer) – serie TV, episodio 4x19 (2009)
- Modern Family – serie TV, un episodio (2010)
- Southland – serie TV, un episodio (2010)
- The Mentalist – serie TV, episodio 5x16 (2013)
- Castle – serie TV, episodio 7x03 (2014)
- Criminal Minds – serie TV, episodio 11x05 (2015)
- Major Crimes – serie TV, un episodio (2017)
- Shooter – serie TV, episodio 3x03 (2018)
- Medical Police – serie TV, 10 episodi (2020)
- Station 19 – serie TV, 3 episodi (2021)
- Daisy Jones & The Six – serie TV, 10 episodi (2023)

## Doppiatori italiani
Nelle versioni in italiano delle opere in cui ha recitato, Tom Wright è stato doppiato da:
- Roberto Draghetti in Forget Paris, Ghost Whisperer - Presenze
- Gaetano Lizzio in NCIS - Unità anticrimine, Shooter
- Stefano Mondini in Castle, Criminal Minds
- Carlo Valli in Creepshow 2
- Fabrizio Pucci in In campeggio a Beverly Hills
- Francesco Prando in Programmato per uccidere
- Enrico Di Carlo in Santa Barbara
- Tonino Accolla in Weekend con il morto 2
- Luca Biagini in L'ultima missione
- Eugenio Marinelli in Violenza privata
- Davide Marzi in Pericolo estremo
- Luca Dal Fabbro in Gridlock'd - Istinti criminali
- Marco Balzarotti in Palmetto - Un torbido inganno
- Saverio Indrio in Più forte ragazzi
- Giorgio Lopez in CSI - Scena del crimine (ep. 2x03)
- Claudio Fattoretto in CSI - Scena del crimine (ep. 7x12)
- Gaetano Varcasia in La costa del sole
- Ambrogio Colombo in Una promessa mantenuta
- Diego Reggente in Chasing Ghost
- Franco Mannella in Cold Case - Delitti irrisolti
- Paolo Marchese in The O.C.
- Alessandro Rossi in World Trade Center
- Massimo Bitossi in Dr. House - Medical Division
- Raffaele Palmieri in Dirty Sexy Money
- Marco Panzanaro in Nip/Tuck
- Alessandro Ballico in The Mentalist
- Stefano Benassi in Inhumans
- Dario Oppido in Medical Police
- Nicola Braile in 9-1-1
- Gianni Gaude in The Rookie
- Enrico Di Troia in Station 19
- Luca Ghignone in Daisy Jones & The Six